# Praça de Toiros de Los Barrios
A Praça de Toiros de Los Barrios é a Praça de Toiros da cidade de Los Barrios, em Espanha. Tem uma lotação de 5.000 lugares e foi inaugurada em 2000. Está classificada como Praça de 2ª Categoria.
Actualmente é propriedade do Ayuntamiento de Los Barrios.

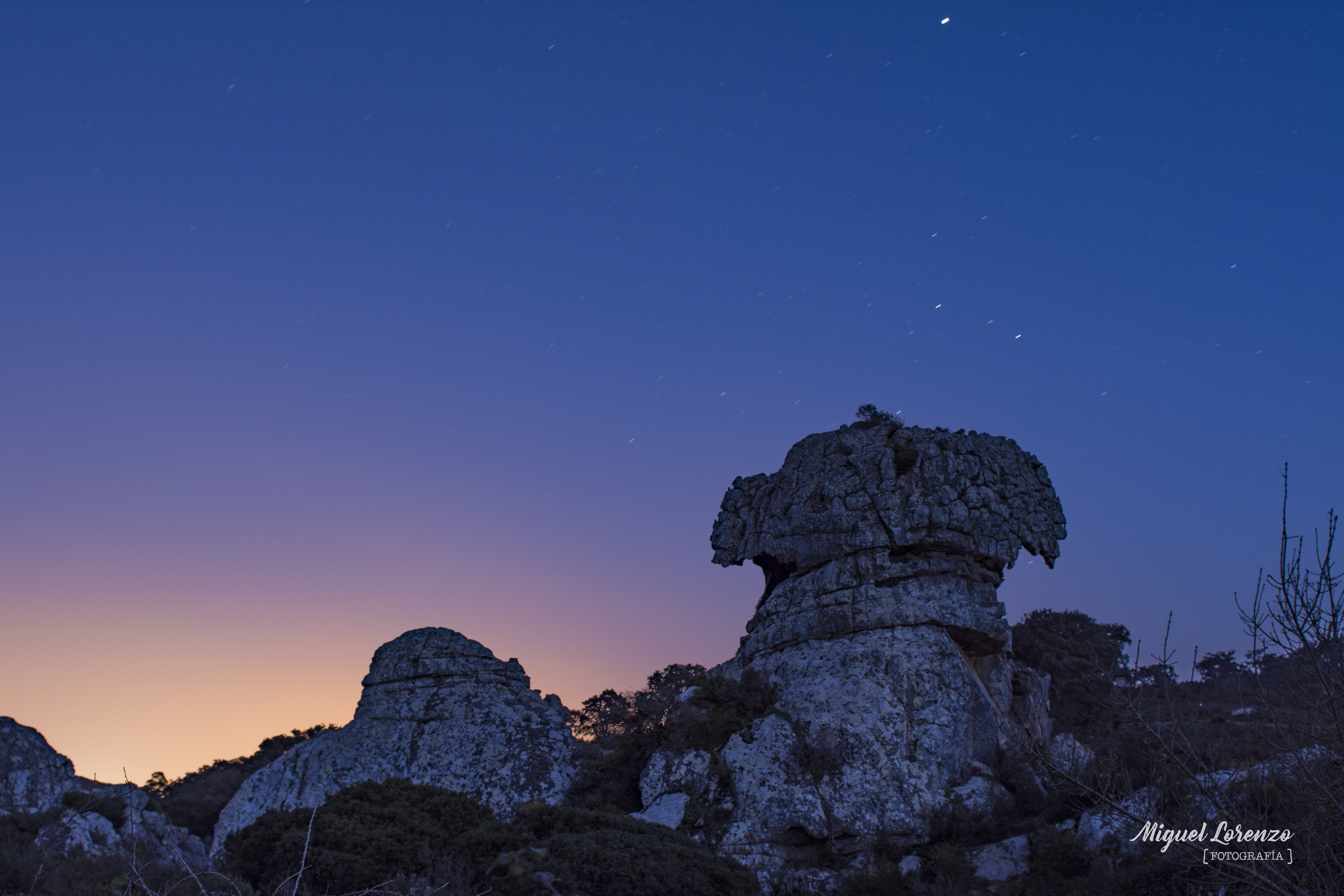
Montera del torero

Nomeado La Montera depois da formação rochosa próxima que parece um chapéu de toureiro (Montera del torero em espanhol).